# Judd Apatow
Judd Apatow (ur. 6 grudnia 1967 we Flushing) – amerykański reżyser, scenarzysta, producent i aktor. Znany głównie z produkowania komedii romantycznych.

## Życiorys
Judd urodził się w dzielnicy Flushing, w Queens, jako jeden z trójki dzieci Maury’ego Apatowa i Tamary Shad (1945–2008). Jego ojciec był agentem nieruchomości, matka natomiast właścicielką wytwórni płytowej Mainstream Records, założonej przez jej ojca Boba Shada. Wraz ze starszym bratem Robertem i młodszą siostrą Mią dorastał w Syosset. Jego rodzina jest pochodzenia żydowskiego. Jego matka spędziła całe lato pracując w klubie komediowym, gdzie Judd po raz pierwszy miał okazję na oglądanie stand-upowych występów komediowych na żywo. Już jako dziecko miał obsesję na punkcie komedii, w dzieciństwie oglądał m.in. produkcje z udziałem Steve’a Martina, Billa Cosby’ego i braci Marx.
Uczęszczał do Syosset High School, podczas nauki prowadził program Comedy Club w szkolnej stacji radiowej WKWZ. Udało mu się przeprowadzić wywiad ze Steve’em Allenem, Howardem Sternem, Haroldem Ramisem i Johnem Candym oraz wschodzącymi komikami, takimi jak Jerry Seinfeld, Steven Wright i Garry Shandling. Judd rozpoczął karierę komediową w wieku 17 lat, w ostatniej klasie liceum.
9 czerwca 1997 w Los Angeles ożenił się z Leslie Mann, którą poznał w 1996 na planie filmu Telemaniak, para ma dwie córki, Maude i Iris. W 1999 założył własną firmę produkcyjną – Apatow Productions, znaną również jako The Apatow Company.

## Filmografia

### scenarzysta
- 2012 – 40 lat minęło
- 2009 – Funny People
- 2008 – Nie zadzieraj z fryzjerem
- 2007 – Wpadka
- 2005 – Dick i Jane: Niezły ubaw
- 2005 – 40-letni prawiczek
- 2003 – Life on Parole
- 2001–2002 – Studenciaki
- 1999–2000 – Luzaki i kujony
- 1996 – Chluba Boston Celtics
- 1995 – Waga ciężka
- 1992–1998 – The Larry Sanders Show
- 1992–1993 – The Ben Stiller Show

### reżyser
- 2020 – Król Staten Island
- 2018 – Dzienniki Zen Garry’ego Shandlinga
- 2015 – Wykolejona
- 2012 – 40 lat minęło
- 2009 – Funny People
- 2007 – Wpadka
- 2005 – 40-letni prawiczek
- 2001–2002 – Studenciaki
- 1999–2000 – Luzaki i kujony
- 1992–1998 – The Larry Sanders Show

### aktor
- 2004 – Legenda telewizji jako pracownik nowej stacji
- 1995 – Waga Ciężka jako Homer

### producent
- 2010 – Idol z piekła rodem
- 2007 – Wpadka
- 2007 – Early Bird
- 2006 – Ricky Bobby – Demon prędkości
- 2005 – 40-letni prawiczek
- 2004 – Wake Up, Ron Burgundy, The Lost Movie
- 2004 – Legenda telewizji
- 1996 – Telemaniak